# 静岡市立東源台小学校
静岡市立東源台小学校（しずおかしりつ とうげんだいしょうがっこう）は、静岡県静岡市駿河区国吉田六丁目にある公立小学校。

## 沿革
- 1995年（平成7年）4月1日 - 開校[1]。
- 1996年（平成8年）1月4日 - 国旗・校歌「熱帯魚」制定[1]。
- 2000年（平成12年）5月30日 - 開校6周年度 記念航空写真[1]。
- 2001年（平成13年）
  - 1月15日 - 開校6周年度 記念全校共同制作「きらきら光れ熱帯魚」完成[1]。
  - 2月5日 - 開校6周年度　記念誌「夢」発行[1]。
- 2004年（平成16年）6月10日 - 10周年記念学校菜園完成[1]。
- 2014年（平成26年）
  - 4月28日 - 開校20周年記念事業 航空写真撮影[1]。
  - 9月24日 - 開校20周年記念 PTA講演会「地球のステージ」[1]。

## 通学区域
駿河区

| - 池田の一部 - 栗原の一部 - 国吉田一～六丁目 | - 中吉田 - 平沢 - 谷田 | - 弥生町の一部 |

## アクセス
- しずてつジャストライン県立美術館線 「国吉田公民館」停留所から、徒歩7分